# Holanda EC
 Holanda EC is een Braziliaanse voetbalclub uit Rio Preto da Eva in de staat Amazonas.

## Geschiedenis
De club werd op 24 oktober 1984 opgericht als Curumim. Nadat de club een profteam werd in 2007 werd ze heropgericht als Holanda EC, ter ere van het Nederlands voetbalelftal. De club werd meteen kampioen in de tweede klasse en werd daarna meteen kampioen in de hoogste klasse van Amazonas.

## Erelijst
Campeonato Amazonense
2008